# اتاق‌های پشتی (فیلم)
اتاق‌های پشتی (انگلیسی: The Backrooms) فیلم ترسناک علمی–تخیلی آمریکایی که توسط کین پارسونز در نخستین تجربهٔ کارگردانی بلند خود ساخته می‌شود. فیلم‌نامه را روبرتو پاتینو و ویل سودیک نوشته‌اند. این فیلم بر پایهٔ افسانهٔ محلی و کریپی‌پاستایی با همین نام ساخته شده که پیش‌تر در قالب مجموعهٔ یوتیوبی اتاق‌های پشتی به کارگردانی پارسونز ارائه شده بود. این فیلم قرار است در سال ۲۰۲۶ توسط ای۲۴ در ایالات متحده اکران شود.

## داستان
پس از آن‌که یکی از بیمارانش به بُعدی ناشناخته و فراتر از واقعیت قدم می‌گذارد، یک روان‌درمانگر ناچار می‌شود برای بازگرداندن او به‌صورت زنده، دل به ناشناخته‌ها بزند.

## بازیگران
- چیویتل اجیوفور
- رناته رینس‌وه
- مارک دوپلاس
- فین بنت
- اون جوگیا

## تولید

### توسعه
کین پارسونز در ۷ ژانویهٔ ۲۰۲۲ مجموعه ویدئویی با عنوان اتاق‌های پشتی را در کانال یوتیوب خود با نام Kane Pixels بارگذاری کرد؛ این مجموعه بر پایهٔ افسانهٔ محلی/کریپی‌پاستای اینترنتی «اتاق‌های پشتی» شکل گرفته بود. در فوریهٔ ۲۰۲۳ اعلام شد که اقتباس سینمایی این مجموعه به‌عنوان محصول مشترکی میان ای۲۴، چرنین انترتینمنت، اتومیک مانستر و ۲۱ لپس انترتینمنت ساخته خواهد شد و پارسونز کارگردانی آن را برعهده خواهد داشت و روبرتو پاتینو نویسندگی فیلم‌نامه را انجام می‌دهد.
در مهٔ ۲۰۲۵، چیویتل اجیوفور و کریستین میلیوتی وارد مذاکره برای نقش‌آفرینی در فیلم شدند. اجیوفور در ماه بعد تأیید شد، اما قرارداد میلیوتی نهایی نشد و رناته رینس‌وه جایگزین او شد. در ژوئیه نیز مارک دوپلاس، فین بنت، لوکیتا مکسوِل و اَوَن جوگیا به جمع بازیگران پیوستند.

### فیلم‌برداری
فیلم‌برداری اصلی در ۷ ژوئیه ۲۰۲۵ در ونکوور، کانادا با عنوان کاری Effigy آغاز شد و جرمی کاکس فیلم‌بردار پروژه بود. فیلم‌برداری در ۱۴ اوت ۲۰۲۵ به پایان رسید.

## انتشار
اتاق‌های پشتی قرار است در سال ۲۰۲۶ توسط ای۲۴ در ایالات متحده منتشر شود.